# Undervisningsportal
En undervisningsportal er et websted med faktuel viden inden for et eller flere fagområder. Undervisningsportalen er typisk målrettet en bestemt undervisningsinstitution, som for eksempel folkeskolen eller gymnasiet, og den kan bruges både som supplement til- eller erstatning for traditionelle lærebøger. På nogle gymnasier er man – i såkaldte "papirsløse klasser" – gået helt væk fra brugen af traditionelle lærebøger. I stedet anvender man udelukkende online undervisningsmaterialer, herunder undervisningsportaler, iBøger, eBøger og materialer fra private hjemmesider.

## Danske udgivere af undervisningsportaler
- Clio Online (grundskole)
- Gyldendal Uddannelse (grundskole)
- EMU (grundskole og ungdomsuddannelse)
- Musikipedia (ungdomsuddannelse og videregående uddannelse)